# Gobernador Gregores
Gobernador Gregores é uma cidade da Argentina, capital do departamento de Río Chico, província de Santa Cruz. Fundado em 23 de março de 1921, recebeu este nome em homenagem a Juan Manuel Gregores, Ex-Governador da Província de Santa Cruz. Tem uma população de 4.497 habitantes (2010) e uma Densidade de 1.743 habitantes/Km².

## Clima
o clima é frio e Seco. Circulando entre 14°C a 0 °C,  os extremos térmicos são entre 33,7°C e -22,4 °C.

## Lugares
Paróquia Nuestra Señora de Fátima
Parque Nacional Perito Moreno

### Escolas
Escuela agropecuaria
Colegio Carlos María Moyano
Jardín de infantes

Colegio Provincial José Font